# 佐野鼎
佐野 鼎（さの かなえ、1829年〈文政12年〉- 1877年〈明治10年〉10月24日）は、幕末の金沢藩士。小石川造兵司頭。共立学校（現在の開成中学校・高等学校）の創立者。別名：貞輔、貞助。

## 概略
下曽根金三郎の塾頭を経て、金沢藩の洋式兵学校「壮猶館」の西洋砲術師範方棟取役となり、1860年（万延元年）の万延元年遣米使節、文久遣欧使節に参加。身長5尺そこそこと小柄ながらその知的で博学、研究熱心さは米国滞在中に現地新聞で特筆されるほどだった。1870年（明治3年）、明治新政府兵部省より出仕を命ぜられ上京、「造兵正」となり、翌年、念願だった正則英語を教授する共立学校（現在の開成中学校・高等学校）を設立した。コレラにより47歳で没した。

## 生涯

### 下曽根信敦との関係
駿河国富士郡水戸島村（現：静岡県富士市）の郷士の子として生まれた。筒井政憲の次男である下曽根信敦（下曽根金三郎）の開いた塾に学んだ佐野は下曽根に認められ塾頭（当時19歳）となった。その後は長崎に移動。海軍伝習所などで学んだ。1854年（安政元年）に加賀藩に洋式兵学校である壮猶館が建立されたと同時に西洋砲術師範方棟取役となった。

### 遣欧・遣米使節団
1860年（万延元年）に派遣された77名の使節団である万延元年遣米使節団の一人として随行した。ポーハタン号で浦賀からパナマまでの約2ヶ月の航海の間、ヘンリー・ウッドから英語を学んだ。このときの訪問で佐野は、アメリカ大統領のブキャナンに謁見する一団の一人としてホワイトハウスに足を踏み入れている。

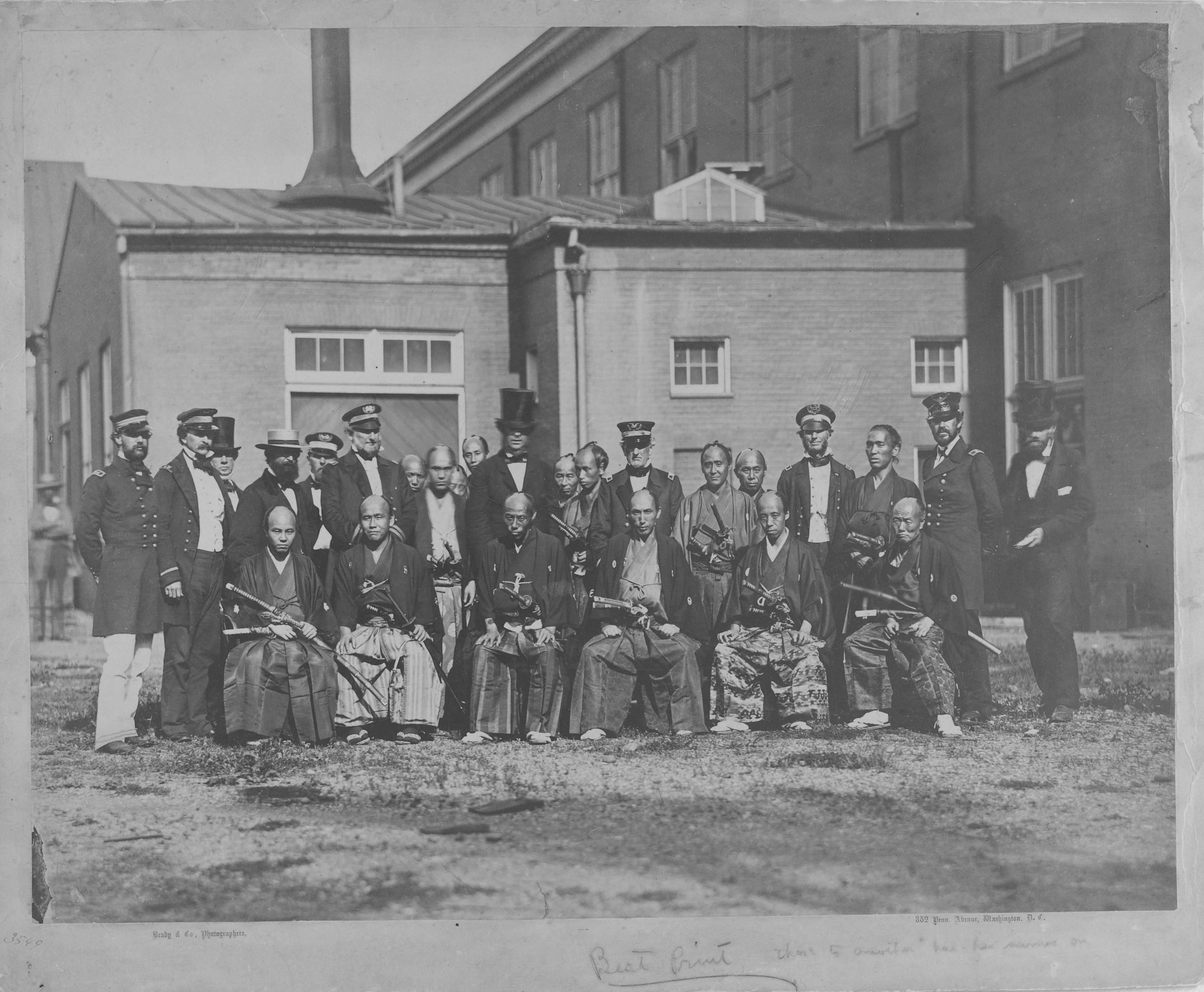
万延元年遣米使節の様子

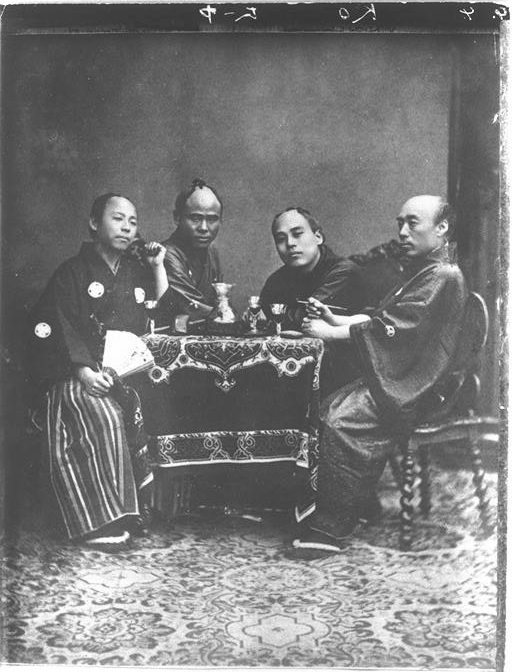
文久遣欧使節の様子

また1862年（文久元年）の文久遣欧使節にも随行した。

### 開成中学校・高等学校設立
1871年（明治3年）に共立学校（現在の開成中学校・高等学校）を創立した。

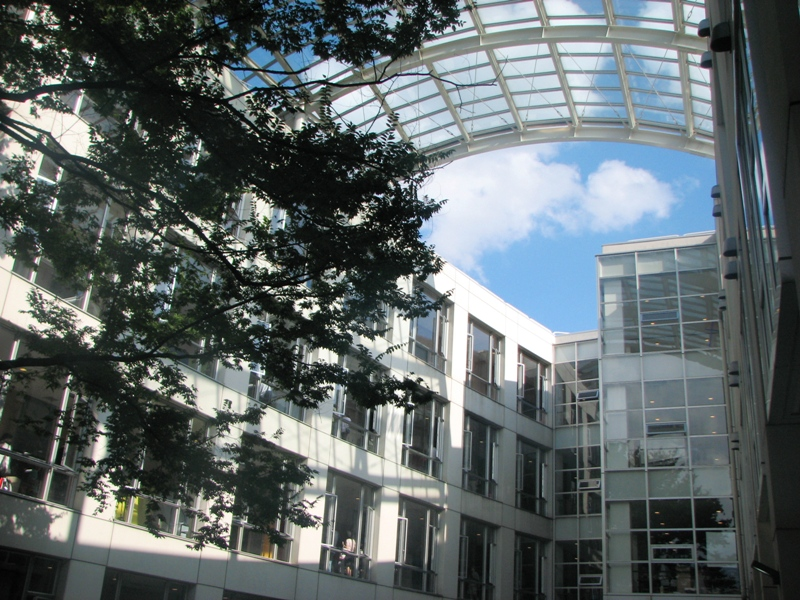
開成中学校・高等学校

佐野の死後に共立学校はは廃校寸前となったが、1878年に大学予備門の教師をしていた高橋是清が進学予備校として再起させ、初代校長に就任した。2代目校主には佐野の娘婿である伊藤祐之（札幌製糖社長）が就いた。

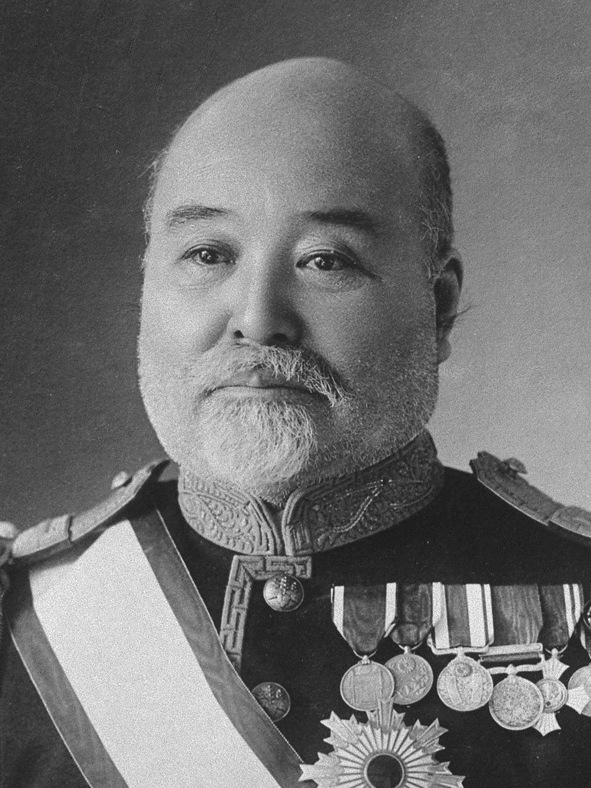
共立学校初代校長・高橋是清

共立学校は後に改名を重ね「開成中学校・高等学校」と称した。
また柳原三佳による「開成をつくった男、佐野鼎」が出版されている。

## 家族
祖父の佐野源大夫は幕臣曽我若狭守の家老職を務めたが、父の小右衛門は二男のため分家して仕官せず郷士となった。
長男は佐野鉉之助。2代目校主の伊藤祐之（札幌製糖社長）は娘婿。

## 人物
佐野は19歳で塾頭、遣欧・遣米使節団に加わっている事から相当頭の良い人物だったと推察でき、また、使節団の一員として派遣された時に剣や盾に興奮していた事から好奇心の強い性格だと窺える。
静岡県富士市に「佐野鼎顕彰碑」が建立された。

## 関連人物
- 橋健堂